# زابار
زابار 
(به مالتی: Żabbar) شهری در ناحیهٔ هاربور جنوبی واقع در کشور مالت است که در سال ۱۹۹۵ میلادی ۱۴٫۱۳۸ نفر جمعیت داشته اما جمعیت آن در سال ۲۰۰۵ میلادی ۱۴٫۶۹۴ نفر بوده‌است.